# La Comédie du bonheur
Pour plus de détails, voir Fiche technique et Distribution.
La Comédie du bonheur est un film franco-italien réalisé par Marcel L'Herbier, sorti en 1940.

## Synopsis
Le banquier Jourdain, philanthrope invétéré, dilapide sa fortune pour semer le bonheur autour de lui. Sa famille, inquiète de cette prodigalité, s'arrange pour le faire interner dans un asile d'aliénés. Mais Jourdain réussit à s'échapper et se réfugie dans une pension de famille, puis pense à engager des comédiens de théâtre.

## Fiche technique
- Titre : La Comédie du bonheur
- Titre alternatif : La Locomotive du bonheur
- Réalisation : Marcel L'Herbier
- Scénario : André Cerf et Marcel L'Herbier d'après la pièce Samoe glavnoe (littéralement La chose la plus importante) de Nicolas Evreinoff
- Adaptation et dialogues : Jean Cocteau
- Musique : Jacques Ibert
- Images : Maurice Desfassiaux (en)[1]
- Montage : Jacques Manuel
- Décors : René Moulaert et Marcel Magniez[2]
- Production : DisCina et Scalera Film
- Pays de production :  France -  Royaume d'Italie
- Langue : français
- Format :  Son mono - Noir et blanc
- Genre : Comédie
- Durée : 108 minutes
- Date de sortie : 
  - Royaume d'Italie 23 décembre 1940
  - France 23 juillet 1942

## Distribution
- Michel Simon : Monsieur Jourdain, un banquier que sa famille a placé en asile psychiatrique
- Ramon Novarro : Félix
- Jacqueline Delubac : Anita
- Micheline Presle : Lydia, une jeune femme qui se croit laide
- André Alerme : Déribin, un acteur comique
- Sylvie : Madame Marie
- Louis Jourdan : Fédor
- Marcel Vallée : le docteur Acario
- Magdeleine Bérubet : Aglaé
- Ève Francis : la voyante
- Anthony Gildès : Augustin
- Jean Sinoël : le général
- Doumel : Pernamboc
- Jaque Catelain : le directeur de Radio Azur
- Oreste Bilancia : le garçon de café
- Nicola Maldacea : le directeur du théâtre
- Dina Romano : Madame Anna
- Tré-Ki : Tiordo
- René Génin
- Guy-Henry
- Albert Malbert
- Martial Rèbe
- René Stern
- Barteneff
- Felga Lauri